# East Coast blues
El East Coast blues es un estilo de música blues que engloba tanto el Piedmont blues (estilo con influencias de la música ragtime caracterizado por su forma rápida y virtuosa de tocar la guitarra sin púa), el Rhythm and blues de Nueva York e incontables estilos regionales estadounidenses menores.

## Intérpretes destacados
- Louis Jordan
- Blind Boy Fuller
- Sonny Terry
- Blues Traveler

- Datos: Q2746494
- Multimedia: East Coast blues / Q2746494